# Xizhi
Xizhi, conosciuta anche con i nomi Sijhih e Hsichih (cinese tradizionale: 汐止市; pinyin: Xìzhǐ Shì; tongyong pinyin: Sijhih shìh; giapponese: Shiotome; hiragana: しおとめ; katakana: 汐止) è la ventesima città di Taiwan per popolazione, situata nella regione settentrionale della municipalità di Taipei. Nel 2009, la contea è divenuta una città a statuto speciale, chiamata Nuova Taipei.
In passato, l'area di Xizhi comprendeva una località di nome Kypanas (峰仔峙社), terra nativa del popolo Ketagalan di aborigeni taiwanesi. Il suo antico nome cinese (水返腳) si riferisce al fatto che le maree del fiume Keelung arrivano ai piedi della città, e poi ritornano verso il mare. Durante il dominio giapponese di Taiwan, la città prese il nome giapponese di Shiotome, da cui deriva il suo attuale nome cinese.
Negli anni ottanta e novanta, Xizhi è cresciuta notevolmente, soprattutto per quanto riguarda l'aspetto industriale ed economico. È infatti casa di diverse aziende elettroniche taiwanesi, tra le quali Acer, Coiler, Garmin, Lanner Electronics e Diamond Flower.
Xizhi è situata nella valle del fiume Keelung, tra le città di Taipei e Keelung, che formano un importantissimo snodo dei trasporti. Durante l'occupazione giapponese, vi passavano la vecchia autostrada Jukando e ferrovia Jukan, mentre ai giorni nostri la città è attraversata dalle superstrade nord-sud No.1 e No.3, oltre che dalla linea ferroviaria occidentale.
Prima che fosse completata una diga lungo il fiume Keelung, nel 2002, Xizhi subiva inondazioni periodiche a causa dei tifoni.